# Callogorgia grimaldii
Callogorgia grimaldii is een zachte koraalsoort uit de familie Primnoidae. De koraalsoort komt uit het geslacht Callogorgia. Callogorgia grimaldii werd in 1890 voor het eerst wetenschappelijk beschreven door Studer. 